# 奈良県議会
奈良県議会（ならけんぎかい）は、奈良県に設置されている地方議会である。

## 概要

### 任期
4年。議会解散が実施されれば任期満了前であっても議員任期は終了する。

### 定数
43。県の条例によって43人と定められている。

### 選出方法
中選挙区制と小選挙区制を実施。

### 事務局
県議会を補助する事務組織として「議会事務局」が置かれている。
- 庶務課
- 議事課
- 調査課

## 会派
2024年11月17日現在。
正副議長ポストや各委員会での委員長ポストをめぐる議会運営上の対立により、自民党系会派は長らく3分裂していたが、第20回統一地方選挙での維新公認の山下真知事誕生による県政野党への転落を転機として、議会での主導権確保のため自民党系会派が一つに統一された。  
2024年03月23日に、立憲民主党会派の「改新なら(後に新政なら)」から阪口保議員の会派離脱があった
| 会派名                 | 議員数 | 所属党派              | 女性議員数 | 女性議員の比率(%) |
| ---------------------- | ------ | --------------------- | ---------- | ----------------- |
| 自由民主党・無所属の会 | 22     | 自由民主党17・無所属5 | 2          | 9.09              |
| 日本維新の会           | 12     | 日本維新の会          | 0          | 0                 |
| 公明党                 | 3      | 公明党                | 1          | 33.33             |
| 新政なら(旧:改新なら)  | 2      | 立憲民主党2           | 0          | 0                 |
| 日本共産党             | 1      | 日本共産党            | 1          | 100.00            |
| 無所属(元:改新なら)    | 1      | 無所属                | 1          | 0                 |
| 欠員                   | 2      |                       |            |                   |
| 計                     | 43     |                       | 4          | 9.75              |

## 選挙区
| 選挙区名       | 定数 | 選挙区名   | 定数 | 選挙区名   | 定数 | 選挙区名       | 定数 |
| -------------- | ---- | ---------- | ---- | ---------- | ---- | -------------- | ---- |
| 生駒郡         | 2    | 磯城郡     | 2    | 北葛城郡   | 3    | 吉野郡         | 2    |
| 山辺郡・奈良市 | 11   | 大和高田市 | 2    | 大和郡山市 | 3    | 天理市         | 2    |
| 高市郡・橿原市 | 4    | 桜井市     | 2    | 五條市     | 1    | 御所市         | 1    |
| 生駒市         | 4    | 香芝市     | 2    | 葛城市     | 1    | 宇陀郡・宇陀市 | 1    |

### 山辺郡・奈良市選挙区
| 選挙区名(定数)     | 議員名   | 会派名       | 備考 |
| ------------------ | -------- | ------------ | ---- |
| 山辺郡・奈良市(11) | 中川崇   | 日本維新の会 |      |
| 山辺郡・奈良市(11) | 出口武男 | 自由民主党   |      |
| 山辺郡・奈良市(11) | 山村幸穂 | 日本共産党   |      |
| 山辺郡・奈良市(11) | 猪奥美里 | 新政なら     |      |
| 山辺郡・奈良市(11) | 池田慎久 | 自由民主党   |      |
| 山辺郡・奈良市(11) | 山中益敏 | 公明党       |      |
| 山辺郡・奈良市(11) | 大国正博 | 公明党       |      |
| 山辺郡・奈良市(11) | 荻田義雄 | 自民党奈良   |      |
| 山辺郡・奈良市(11) | 新谷綋一 | 自由民主党   |      |
| 山辺郡・奈良市(11) | 小林照代 | 日本共産党   |      |
| 山辺郡・奈良市(11) | 田尻匠   | 新政なら     |      |

## 主な奈良県議会議員出身者
国会議員（現職）
- 小林茂樹

首長 （現職）
- 亀田忠彦 - 橿原市長
- 松井正剛 - 桜井市長

国会議員（元職）
- 吉川政重 - 元衆議院議員
- 田野瀬良太郎 - 元衆議院議員
- 川本敏美 - 元衆議院議員
- 鍵田忠三郎 - 元衆議院議員
- 鍵田忠兵衛 - 元衆議院議員
- 吉田之久 - 元衆議院議員
- 大森久司 - 元参議院議員

首長（元職）
- 森下豊 - 元橿原市長
- 岡橋四郎 - 元橿原市長
- 中本幸一 - 元生駒市長
- 阪奥明 - 元大和郡山市長

その他
- 川口正志（県議を連続11期・約44年間務める）
- 奥野貞治（奥野誠亮の父）